# M. F. K. Fisher
Mary Frances Kennedy, conocida como M. F. K. Fisher (Albion (Míchigan), 3 de julio de 1908-Glen Ellen, 22 de junio de 1992) fue una gastrónoma y escritora estadounidense. Autora de ensayos, cuentos, artículos, recetarios y guías de viaje. Consideró la comida como una metáfora cultural y fue pionera del ensayo gastronómico como género literario. Tradujo al inglés la Fisiología del gusto de Jean Anthelme Brillat-Savarin. También fue una de las fundadoras de la Napa Valley Wine Library. Su primer libro, Serve it Forth, se publicó en 1937. Su recopilación de ensayos El arte de comer fue galardonado con el James Beard Cookbook Award en 1989. Dos volúmenes de sus diarios y correspondencia se conocieron poco antes de su muerte en 1992. 

## Biografía
Fue la mayor de los cuatro hijos de Rex Bretonn Kennedy y Edith Oliver (Holbrook). En 1912, la familia se trasladó a Whittier, California, donde su padre se convirtió en el dueño y editor del periódico local Whittier News. Los primeros recuerdos alrededor de la gastronomía provienen de su infancia, marcada por las restricciones alimenticias de su abuela materna y por los descubrimientos de productos y elaboraciones que tenían lugar gracias a los vecinos de "El Rancho", tal y como llamaba a la parcela familiar. A pesar de que Whittier era una comunidad cuáquera en ese momento, Mary Frances se crio dentro de la Iglesia episcopal.
Kennedy conoció a su primer esposo Alfred Young Fisher mientras asistía a la universidad Occidental College de California, Los Ángeles. Se casaron el 5 de septiembre de 1929 y pasaron tres años en Francia, mientras él terminaba su doctorado y ella estudiaba Bellas Artes. Durante aquella primera época en Europa, M. F. K aprendió a valorar el producto y a cocinar elaboraciones autóctonas, así como adquirió sus primeros conocimientos sobre el vino. El matrimonio volvió a California en 1932 y se divorciaron en 1939.
Mary Frances se casó con su amigo Dillwyn (Timmy) Parrish el 12 de mayo de 1939. Alentada por Parrish, Fisher publicó su primer libro, Serve It Forth, en 1937, y Consider the Oyster en 1941. Afectado por la enfermedad de Buerger, Parrish se suicidó el 6 de agosto de 1941.
Mientras trabajaba en los estudios Paramount Pictures, Fisher tuvo un romance y quedó embarazada. Pasó los últimos meses de su gestación en secreto en Altadena, California. Anne Parrish Kennedy, que más tarde cambió su nombre por el de Anna, nació el 15 de agosto de 1943 y fue presentada a la familia y amigos de Fisher como su hija adoptiva.
El último matrimonio de Fisher fue con el editor Donald Friede el 19 de mayo de 1945, a quien conoció tras mudarse en Nueva York. Su hija, Mary Kennedy Friede, nació el 12 de marzo de 1946. La pareja se divorció en 1951.
Tras la muerte de su padre, se mudó con sus hijas a Aix en Provence Francia. Posteriormente vivió en Suiza, Estados Unidos y Francia, de nuevo. En 1966 fue contratada por Time-Life para escribir The Cooking of Provincial France, una experiencia que le permitiría conocer y compartir vivencias con Julia Child y James Beard en Francia.
Fisher fue una escritora prolífica, escribió ensayos y cuentos para numerosas publicaciones como Atlantic Monthly, Vogue, Town and Country Magazine, Today's Woman y Gourmet. Su columna Gastronomía Recalled apareció en The New Yorker de forma regular entre 1968-1969.
En los últimos años de su vida, Fisher vivió en el rancho "Last House" en Glen Ellen (California). Murió el 22 de junio de 1992 a causa del desarrollo de la enfermedad de Parkinson.

## Obras
En una entrevista en 1990, M .F. K. Fisher habló sobre el rechazo de otros escritores hacia su obra diciendo: «para ellos era una cosa de mujeres, una bagatela, algo insignificante». En 1943, escribió en su libro "The Gastronomical Me":

La gente me pregunta: ¿por qué no escribe sobre la lucha por el poder y la seguridad o sobre el amor, como hacen los otros? Eran acusadores como si, de alguna manera brutal, estuviera siendo infiel al honor de mi oficio. La respuesta más fácil era decir que, como la mayoría de los seres humanos, tengo hambre. Pero hay más que eso. Me parece que nuestras tres necesidades básicas, la alimentación, la seguridad y el amor están tan mezcladas, amasadas y entrelazadas que no podemos pensar en una sin las otras. Así, ocurre que cuando escribo sobre el hambre, realmente estoy escribiendo sobre el amor y el hambre por el amor; y sobre la calidez y el hambre por ella.

En 1963, W. H. Auden la llamó "America's greatest writer" ("el más grande escritor de Estados Unidos)". En una crítica de "As The Were" (Alfred A. Knopf, 1982) en The New York Times Book Review, Raymond Sokolov escribió: «en una cultura desarrollada adecuadamente, Mary Frances Kennedy Fisher sería reconocida como uno de los grandes escritores que este país ha producido en este siglo». En el documental "M. F. K" de Barbara Wornum (1992), tras seguir los pasos de la autora durante cuatro años, la directora la definió como «la voz más poética de la mujer trabajadora del s. XX». En el prólogo de "El arte de comer", el cocinero vasco David de Jorge dice: «nadie ha escrito jamás con el desparpajo y el brillo. (...) tal vez (sus obras) sirvan para cocinar, pero sin duda son libros imaginados para leer».
- Sírvase de inmediato (Serve It Forth, 1937) Publicado por Harper. ISBN 0-86547-369-2. Traducción al español publicada por editorial Anaya en 1992. ISBN 9788479790035
- Touch and Go (Harper and Brothers, 1939) (with Dillwyn Parrish under the psudonym Victoria Berne)
- Ostras (Consider the Oyster, 1941), publicada por Duell, Sloan and Pierce. ISBN 0-86547-335-8. Traducción al español publicada por editorial Anaya. ISBN 9788479790141
- How to Cook a Wolf (Duell, Sloan and Pierce, 1942) ISBN 0-86547-336-6
- The Gastronomical Me (Duell, Sloan and Pierce, 1943) ISBN 0-86547-392-7
- Here Let Us Feast, A Book of Banquets (Viking, 1946) ISBN 0-86547-206-8
- No ahora sino ahora (Not Now but Now, 1947), publicada por Viking. ISBN 0-86547-072-3. Traducción al español publicada por editorial Anaya en 1993. ISBN 9788479790462
- Un alfabeto para gourmets (An Alphabet for Gourmets, 1949) publicada por Viking. ISBN 0-86547-391-9. Traducción al español publicada por editorial Anaya en 1993. 9788479790608
- The Physiology of Taste de Brillat-Savarin Traducción en inglés (Limited Editions Club, 1949) ISBN 978-1-58243-103-1
- El arte de comer (The Art of Eating, 1954) publicado por MacMillan. ISBN 0-394-71399-0. Traducción al español publicada por Debate en 2015. Incluye "Sírvase de inmediato", "Ostras", "Cómo cocinar un lobo", "Mi yo gastronómico" y "Un alfabeto para gourmets". ISBN 9788499925691
- A Cordiall Water: A Garland of Odd & Old Receipts to Assuage the Ills of Man or Beast (Little Brown 1961) ISBN 0-86547-036-7
- The Story of Wine in California (University of California Press, 1962) OCLC 560806180 LCCN 62018711
- Map of Another Town: A Memoir of Provence (Little Brown, 1964) OCLC 1597658 LCCN 64010958
- Recipes: The Cooking of Provincial France (Time-Life Books, 1968) [reprinted in 1969 as The Cooking of Provincial France] ISBN
- With Bold Knife and Fork (Putnam, 1969) ISBN 0-399-50397-8
- Among Friends (Knopf, 1971) ISBN 0-86547-116-9
- A Considerable Town (Knopf, 1978) ISBN 0-394-42711-4
- Not a Station but a Place (Synergistic Press 1979) ISBN 0-912184-02-7
- As They Were (Knopf, 1982) ISBN 0-394-71348-6
- Sister Age (Vintage, 1983) ISBN 0-394-72385-6.
- Spirits of the Valley (Targ Editions 1985)
- Fine Preserving: M.F.K. Fisher's Annotated Edition of Catherine Plagemann's Cookbook (Aris Books 1986) ISBN 0-671-63065-2
- Dubious Honors (North Point Press, 1988) ISBN 0-86547-318-8
- The Boss Dog: A Story of Provence (Yolla Bolly Press, 1990) ISBN 0-86547-465-6
- Long Ago in France: The Years in Dijon (Prentice Hall, 1991) ISBN 0-13-929548-8
- To Begin Again: Stories and Memoirs 1908–1929 (Pantheon, 1992) ISBN 0-679-41576-9
- Stay Me, Oh Comfort Me: Journals and Stories 1933–1941 (Pantheon, 1993) ISBN 0-679-75825-9
- Last House: Reflections, Dreams and Observations 1943–1991 (Pantheon, 1995) ISBN 0-679-77411-4
- Aphorisms of Jean Anthelme Brillat-Savarin from His Work, The Physiology of Taste (1998)
- A Life in Letters (Counterpoint, 1998) ISBN 1-887178-46-5
- From the Journals of M.F.K. Fisher (Pantheon, 1999) ISBN 0-375-70807-3
- Two Kitchens in Provence (Yolla Bolly Press, 1999)
- Home Cooking: An Excerpt from a Letter to Eleanor Friede, December, 1970 (Weatherford Press, 2000)
- The Theoretical Foot (Bloomsbury Publishing, 2016) ISBN 9781408880852. Obra póstuma